# Bundestagswahlkreis Lippe I
Der  Bundestagswahlkreis Lippe I (Wahlkreis 134; bis zur Bundestagswahl 2021 Wahlkreis 135) liegt in Nordrhein-Westfalen und umfasst den nördlichen und mittleren Teil des Kreises Lippe mit den Gemeinden Detmold, Lemgo, Lage, Bad Salzuflen, Oerlinghausen, Leopoldshöhe, Barntrup, Blomberg, Dörentrup, Kalletal und Extertal. Der Wahlkreis wurde zur Bundestagswahl 2021 neu zugeschnitten. Die Kreisstadt Detmold kam aus dem Bundestagswahlkreis Höxter – Lippe II neu zum Wahlkreis hinzu. Die übrigen Gemeinden des Kreises Lippe gehören zum Bundestagswahlkreis Höxter – Gütersloh III – Lippe II.

## Wahlkreisgeschichte
Der Wahlkreis besteht in dieser Form seit 1980. Zuvor gehörte das Gebiet des heutigen Wahlkreises zum Wahlkreis Detmold – Lippe, der den gesamten Kreis Lippe abdeckte.
| Wahl      | Wahlkreisname | Gebiet |
| --------- | ------------- | --- |
| 1980–1998 | 105 Lippe I   | Lemgo, Lage, Bad Salzuflen, Oerlinghausen, Leopoldshöhe, Barntrup, Blomberg, Dörentrup, Kalletal, Extertal          |
| 2002–2009 | 136 Lippe I   | Lemgo, Lage, Bad Salzuflen, Oerlinghausen, Leopoldshöhe, Barntrup, Blomberg, Dörentrup, Kalletal, Extertal          |
| 2013–2017 | 135 Lippe I   | Lemgo, Lage, Bad Salzuflen, Oerlinghausen, Leopoldshöhe, Barntrup, Blomberg, Dörentrup, Kalletal, Extertal          |
| 2021      | 135 Lippe I   | Detmold, Lemgo, Lage, Bad Salzuflen, Oerlinghausen, Leopoldshöhe, Barntrup, Blomberg, Dörentrup, Kalletal, Extertal |
| 2025–     | 134 Lippe I   | Detmold, Lemgo, Lage, Bad Salzuflen, Oerlinghausen, Leopoldshöhe, Barntrup, Blomberg, Dörentrup, Kalletal, Extertal |

## Wahlkreisabgeordnete
| Wahl | Abgeordneter | Abgeordneter       | Partei | Stimmen in % |
| ---- | ------------ | ------------------ | ------ | ------------ |
| 1980 |              | Erhard Mahne       | SPD    | 49,8         |
| 1983 |              | Klaus Daweke       | CDU    | 46,3         |
| 1987 |              | Karl Hermann Haack | SPD    | 45,0         |
| 1990 | 47,7         | Karl Hermann Haack | SPD    |              |
| 1994 | 46,7         | Karl Hermann Haack | SPD    |              |
| 1998 | 52,2         | Karl Hermann Haack | SPD    |              |
| 2002 | 49,5         | Karl Hermann Haack | SPD    |              |
| 2005 |              | Dirk Becker        | SPD    | 48,0         |
| 2009 | 40,2         | Dirk Becker        | SPD    |              |
| 2013 | 41,1         | Dirk Becker        | SPD    |              |
| 2017 |              | Kerstin Vieregge   | CDU    | 36,6         |
| 2021 |              | Jürgen Berghahn    | SPD    | 30,7         |
| 2025 |              | Kerstin Vieregge   | CDU    | 31,3         |

## Wahlergebnisse

### Bundestagswahl 2025
| Kandidaten                                             | Kandidaten                    | Parteien/Listen       | Erststimmen | Erststimmen | Zweitstimmen | Zweitstimmen |
| Kandidaten                                             | Kandidaten                    | Parteien/Listen       | Stimmen     | %           | Stimmen      | %            |
| ------------------------------------------------------ | ----------------------------- | --------------------- | ----------- | ----------- | ------------ | ------------ |
|                                                        | Julien Thiede                 | SPD                   | 42.552      | 23,5        | 37.926       | 20,9         |
|                                                        | Kerstin Viereggegewählt im WK | CDU                   | 56.640      | 31,3        | 49.204       | 27,1         |
|                                                        | Robin Wagener                 | Bündnis 90/Die Grünen | 21.911      | 12,1        | 19.245       | 10,6         |
|                                                        | Torben Hundsdörfer            | FDP                   | 5.474       | 3,0         | 7.713        | 4,3          |
|                                                        | Udo Hemmelgarn                | AfD                   | 39.427      | 21,8        | 39.517       | 21,8         |
|                                                        | Eduard Schneider              | Die Linke             | 10.896      | 6,0         | 12.324       | 6,8          |
|                                                        | Ralf Ochsenfahrt              | Freie Wähler          | 3.857       | 2,1         | 1.440        | 0,8          |
|                                                        | –                             | Tierschutzpartei      | –           | –           | 2.255        | 1,2          |
|                                                        | –                             | dieBasis              | –           | –           | 575          | 0,3          |
|                                                        | –                             | Die PARTEI            | –           | –           | 1.059        | 0,6          |
|                                                        | –                             | Todenhöfer            | –           | –           | 312          | 0,2          |
|                                                        | –                             | Volt                  | –           | –           | 825          | 0,5          |
|                                                        | –                             | MLPD                  | –           | –           | 33           | 0,0          |
|                                                        | –                             | PdF                   | –           | –           | 324          | 0,2          |
|                                                        | –                             | Bündnis Deutschland   | –           | –           | 244          | 0,1          |
|                                                        | –                             | BSW                   | –           | –           | 8.069        | 4,4          |
|                                                        | –                             | MERA25                | –           | –           | 51           | 0,0          |
|                                                        | –                             | WerteUnion            | –           | –           | 239          | 0,1          |
| Gesamt                                                 | Gesamt                        | Gesamt                | 180.757     | 100         | 181.355      | 100          |
|                                                        |                               |                       |             |             |              |              |
| Ungültige Stimmen                                      | Ungültige Stimmen             | Ungültige Stimmen     | 1.922       | 1,1         | 1.324        | 0,7          |
| Wähler                                                 | Wähler                        | Wähler                | 182.679     | 82,4        | 182.679      | 82,4         |
| Wahlberechtigte                                        | Wahlberechtigte               | Wahlberechtigte       | 221.604     |             | 221.604      |              |
|                                                        |                               |                       |             |             |              |              |
| Quellen: Die Bundeswahlleiterin, Kandidaten – Ergebnis |                               |                       |             |             |              |              |

### Bundestagswahl 2021
| Kandidaten                                            | Kandidaten                   | Parteien/Listen      | Erststimmen | Erststimmen | Zweitstimmen | Zweitstimmen |
| Kandidaten                                            | Kandidaten                   | Parteien/Listen      | Stimmen     | %           | Stimmen      | %            |
| ----------------------------------------------------- | ---------------------------- | -------------------- | ----------- | ----------- | ------------ | ------------ |
|                                                       | Kerstin Vieregge             | CDU                  | 44.650      | 26,2        | 39.001       | 22,8         |
|                                                       | Jürgen Berghahngewählt im WK | SPD                  | 52.359      | 30,7        | 53.130       | 31,1         |
|                                                       | Christian Sauter             | FDP                  | 16.648      | 9,8         | 20.221       | 11,8         |
|                                                       | Udo Hemmelgarn               | AfD                  | 16.221      | 9,5         | 16.789       | 9,8          |
|                                                       | Robin Wagener                | GRÜNE                | 26.932      | 15,8        | 23.276       | 13,6         |
|                                                       | Walter Brinkmann             | DIE LINKE            | 5.283       | 3,1         | 6.414        | 3,8          |
|                                                       | Niklas Hartmann              | Die PARTEI           | 3.070       | 1,8         | 1.781        | 1,0          |
|                                                       | –                            | Tierschutzpartei     | –           | –           | 2.216        | 1,3          |
|                                                       | –                            | PIRATEN              | –           | –           | 637          | 0,4          |
|                                                       | Ralf Ochsenfahrt             | FREIE WÄHLER         | 2.171       | 1,3         | 1.348        | 0,8          |
|                                                       | –                            | NPD                  | –           | –           | 170          | 0,1          |
|                                                       | –                            | ÖDP                  | –           | –           | 154          | 0,1          |
|                                                       | –                            | V-Partei³            | –           | –           | 96           | 0,1          |
|                                                       | –                            | Gesundheitsforschung | –           | –           | 190          | 0,1          |
|                                                       | –                            | MLPD                 | –           | –           | 25           | 0,0          |
|                                                       | –                            | Die Humanisten       | –           | –           | 136          | 0,1          |
|                                                       | –                            | DKP                  | –           | –           | 23           | 0,0          |
|                                                       | –                            | SGP                  | –           | –           | 14           | 0,0          |
|                                                       | Enrico Haberkorn             | dieBasis             | 2.936       | 1,7         | 2.559        | 1,5          |
|                                                       | –                            | Bündnis C            | –           | –           | 1.244        | 0,7          |
|                                                       | –                            | du.                  | –           | –           | 90           | 0,1          |
|                                                       | –                            | LIEBE                | –           | –           | 231          | 0,1          |
|                                                       | Michael Haupt                | LKR                  | 235         | 0,1         | 85           | 0,0          |
|                                                       | –                            | PdF                  | –           | –           | 59           | 0,0          |
|                                                       | –                            | LfK                  | –           | –           | 173          | 0,1          |
|                                                       | –                            | Team Todenhöfer      | –           | –           | 520          | 0,3          |
|                                                       | –                            | Volt                 | –           | –           | 289          | 0,2          |
| Gesamt                                                | Gesamt                       | Gesamt               | 170.505     | 100         | 170.871      | 100          |
|                                                       |                              |                      |             |             |              |              |
| Ungültige Stimmen                                     | Ungültige Stimmen            | Ungültige Stimmen    | 1.897       | 1,1         | 1.531        | 0,9          |
| Wähler                                                | Wähler                       | Wähler               | 172.402     | 76,8        | 172.402      | 76,8         |
| Wahlberechtigte                                       | Wahlberechtigte              | Wahlberechtigte      | 224.415     |             | 224.415      |              |
|                                                       |                              |                      |             |             |              |              |
| Quellen: Die Bundeswahlleiterin, Kandidaten – Stimmen |                              |                      |             |             |              |              |

### Bundestagswahl 2017
Zur Wahl am 24. September 2017 wurden 23 Landeslisten verschiedener Parteien in NRW zugelassen. Insgesamt waren sieben Direktkandidaten für den Bundestagswahlkreis Lippe I aufgestellt worden. Nur 10 Landeslisten und damit weniger als 50 % aller Landeslisten erhielten mehr als 0,1 % aller Stimmen bei der Wahl:
| Direktkandidat         | Partei           | Erststimmen in % | Zweitstimmen in % | Bundestags- mandat |
| ---------------------- | ---------------- | ---------------- | ----------------- | ------------------ |
| Kerstin Vieregge       | CDU              | 36,6             | 31,5              | Direktmandat       |
| Henning Welslau        | SPD              | 32,1             | 27,8              | –                  |
| Christian Sauter       | FDP              | 8,4              | 12,5              | Landesliste        |
| Olaf Tünker            | AfD              | 10,2             | 11,1              | –                  |
| Ute Koczy              | GRÜNE            | 6,0              | 7,0               | –                  |
| Ursula Jacob-Reisinger | DIE LINKE        | 5,4              | 6,6               | –                  |
| Monika Prüßner-Claus   | FREIE WÄHLER     | 1,3              | 0,7               | –                  |
| –                      | Tierschutzpartei | –                | 0,7               | –                  |
| –                      | Die PARTEI       | –                | 0,6               | –                  |
| –                      | PIRATEN          | –                | 0,4               | –                  |
| –                      | NPD              | –                | 0,2               | –                  |

Im 19. Deutschen Bundestag wird der Wahlkreis von zwei Politikern und Direktkandidaten vertreten. Den Wahlkreis direkt gewann Kerstin Vieregge, während Christian Sauter über den Platz 15 der Landesliste der FDP in den Bundestag einzog. Ute Koczy war auf Platz 13 der Landesliste der Grünen eingeordnet, es kamen aber nur die ersten 12 Listenplätze zum Zuge.

### Bundestagswahl 2013
Es traten im Wahlkreis 23 Landeslisten sowie zehn Direktkandidaten an, davon zwei als Einzelkandidaten ohne Landesliste. Aufgeführt sind nur die Kandidaten und Landeslisten mit mehr als 0,1 % der Stimmen:
| Direktkandidat       | Partei          | Erststimmen in % | Zweitstimmen in % | Bundestags- mandat                  |
| -------------------- | --------------- | ---------------- | ----------------- | ----------------------------------- |
| Cajus Julius Caesar  | CDU             | 40,2             | 39,3              | Landesliste                         |
| Dirk Becker          | SPD             | 41,1             | 35,1              | Direktmandat (bis 12. Oktober 2015) |
| Ute Koczy            | GRÜNE           | 5,7              | 7,4               | -                                   |
| Berndt Wobig         | Die Linke.      | 4,2              | 5,1               | -                                   |
| Markus Schiek        | FDP             | 2,3              | 4,6               | -                                   |
| Michael Hentschel    | AfD             | 2,5              | 3,8               | -                                   |
| Jürgen van Schwamen  | PIRATEN         | 2,3              | 2,0               | -                                   |
| -                    | NPD             | -                | 0,8               | -                                   |
| Fabian Hagen Freitag | Freie Wähler    | 0,7              | 0,6               | -                                   |
| Dittmar Teschke      | AUF             | 0,5              | Einzelkandidat    | -                                   |
| Alexander Gutsch     | Unabhängiger    | 0,5              | Einzelkandidat    | -                                   |
| -                    | Die PARTEI      | -                | 0,3               | -                                   |
| -                    | pro Deutschland | -                | 0,2               | -                                   |
| -                    | Volksabstimmung | -                | 0,2               | -                                   |

Der mit einem Direktmandat in den Bundestag eingezogene Dirk Becker (SPD) legte am 21. Oktober 2015 sein Bundestagsmandat nieder. Seine Nachfolgerin im Bundestag wurde Petra Rode-Bosse (SPD) aus dem benachbarten Bundestagswahlkreis Höxter – Lippe II. Der unterlegene Kandidat Cajus Julius Caesar konnte über die Landesliste seiner Partei in den 18. Bundestag einziehen.

### Bundestagswahl 2009
Es traten 20 Landeslisten mit fünf Direktkandidaten an. Von den Landeslisten konnten elf mehr als 0,1 % der Stimmen erreichen:
| Direktkandidat      | Partei               | Erststimmen in % | Zweitstimmen in % | Bundestags- mandat               |
| ------------------- | -------------------- | ---------------- | ----------------- | -------------------------------- |
| Dirk Becker         | SPD                  | 40,2             | 34,5              | Direktmandat                     |
| Cajus Julius Caesar | CDU                  | 36,9             | 32,1              | Landesliste (ab 1. Februar 2011) |
| Gudrun Kopp         | FDP                  | 9,4              | 13,2              | Landesliste                      |
| Ute Koczy           | GRÜNE                | 6,7              | 8,1               | Landesliste                      |
| Manfred Lurz        | Die Linke            | 6,7              | 7,2               | –                                |
| –                   | PIRATEN              | –                | 1,8               | –                                |
| –                   | NPD                  | –                | 0,8               | –                                |
| –                   | Die Tierschutzpartei | –                | 0,6               | –                                |
| –                   | Familie              | –                | 0,6               | –                                |
| –                   | RENTNER              | –                | 0,3               | –                                |
| –                   | REP                  | –                | 0,3               | –                                |

Damit verteidigte Dirk Becker im Wahlkreis Lippe I das Direktmandat für die SPD. Cajus Julius Caesar (CDU), Gudrun Kopp (FDP) und Ute Koczy (Grüne) zogen über die Landeslisten ihrer Parteien ebenfalls in den Bundestag ein.

### Bundestagswahl 2005
Es traten 18 Landeslisten mit sieben Direktkandidaten an. Angezeigt werden nur Landeslisten und Kandidaten mit einem Stimmenanteil von mehr als 0,1 %:
| Direktkandidat      | Partei               | Erststimmen in % | Zweitstimmen in % | Bundestags- mandat            |
| ------------------- | -------------------- | ---------------- | ----------------- | ----------------------------- |
| Dirk Becker         | SPD                  | 48,0             | 43,1              | Direktmandat                  |
| Cajus Julius Caesar | CDU                  | 38,6             | 33,1              | Landesliste (ab 7. Juli 2007) |
| Gudrun Kopp         | FDP                  | 4,4              | 9,6               | Landesliste                   |
| Jutta Dümpe-Krüger  | GRÜNE                | 3,6              | 6,5               | –                             |
| Frank Bartel        | Die Linke.PDS        | 3,5              | 4,5               | –                             |
| Stefan Mehrwald     | PBC                  | 0,9              | 1,0               | –                             |
| Rüdiger Kahsner     | NPD                  | 1,0              | 0,8               | –                             |
| –                   | Die Tierschutzpartei | –                | 0,4               | –                             |
| –                   | Familie              | –                | 0,4               | –                             |
| –                   | REP                  | –                | 0,3               | –                             |
| –                   | GRAUE                | –                | 0,2               | –                             |

### Bundestagswahl 2002
Es traten 22 Landeslisten mit sechs Direktkandidaten an. Angezeigt werden nur die 11 Landeslisten und Kandidaten mit einem Stimmenanteil von mehr als 0,1 %:
| Direktkandidat       | Partei               | Erststimmen in % | Zweitstimmen in % | Bundestags- mandat |
| -------------------- | -------------------- | ---------------- | ----------------- | ------------------ |
| Karl Hermann Haack   | SPD                  | 49,5             | 45,9              | Direktmandat       |
| Cajus Julius Caesar  | CDU                  | 36,3             | 33,6              | Landesliste        |
| Gudrun Kopp          | FDP                  | 7,3              | 9,0               | Landesliste        |
| Jutta Dümpe-Krüger   | GRÜNE                | 4,4              | 7,3               | Landesliste        |
| Rudolf Klamann       | PDS                  | 0,9              | 1,0               | –                  |
| Dieter Piepke        | Schill               | 0,9              | 0,8               | –                  |
| Klaus-Jürgen Großkop | PBC                  | 0,7              | 0,8               | –                  |
| –                    | REP                  | –                | 0,7               | –                  |
| –                    | Die Tierschutzpartei | –                | 0,3               | –                  |
| -                    | NPD                  | –                | 0,2               | –                  |
| –                    | Familie              | –                | 0,2               | –                  |

Karl Hermann Haack  von der SPD holte sich das Direktmandat mit 49,5 % der Erststimmen, Cajus Julius Caesar von der CDU, Gudrun Kopp von der FDP und Jutta Dümpe-Krüger von den GRÜNEN zogen über die Landesliste in den Bundestag ein. Damit stellte der Wahlkreis vier Abgeordnete im Bundestag.

### Bundestagswahl 1998
Es traten 30 Landeslisten mit acht Direktkandidaten an. Angezeigt werden nur die 13 Landeslisten und Kandidaten mit einem Stimmenanteil von mehr als 0,1 %:
| Direktkandidat      | Partei               | Erststimmen in % | Zweitstimmen in % | Bundestags- mandat |
| ------------------- | -------------------- | ---------------- | ----------------- | ------------------ |
| Karl Hermann Haack  | SPD                  | 52,2             | 49,3              | Direktmandat       |
| Cajus Julius Caesar | CDU                  | 36,8             | 32,1              | Landesliste        |
| Gudrun Kopp         | FDP                  | 3,9              | 7,8               | Landesliste        |
| Heinz Entfellner    | GRÜNE                | 3,8              | 5,7               | –                  |
| Thomas Kacza        | PDS                  | 0,9              | 1,0               | –                  |
| –                   | DVU                  | –                | 1,0               | –                  |
| Dietrich Fischer    | REP                  | 1,4              | 0,8               | –                  |
| Bernd Weber         | BFB                  | 0,6              | 0,3               | –                  |
| –                   | PBC                  | –                | 0,3               | –                  |
| –                   | GRAUE                | –                | 0,2               | –                  |
| –                   | Die Tierschutzpartei | –                | 0,2               | –                  |
| –                   | Familie              | –                | 0,2               | –                  |
| Matthias Dietrich   | ödp                  | 0,2              | 0,1               | –                  |

Karl Hermann Haack von der SPD holte sich das Direktmandat mit 52,2 % der Erststimmen, Cajus Julius Caesar von der CDU und Gudrun Kopp von der FDP zogen über die Landesliste in den Bundestag ein. Damit stellte der Wahlkreis drei Abgeordnete im Bundestag.

## Zweitstimmenanteile 1980–2017
|                                      | Zweitstimmenanteile in % (Anzeige ≥1,00 %) | Zweitstimmenanteile in % (Anzeige ≥1,00 %) | Zweitstimmenanteile in % (Anzeige ≥1,00 %) | Zweitstimmenanteile in % (Anzeige ≥1,00 %) | Zweitstimmenanteile in % (Anzeige ≥1,00 %) | Zweitstimmenanteile in % (Anzeige ≥1,00 %) | Zweitstimmenanteile in % (Anzeige ≥1,00 %) | Zweitstimmenanteile in % (Anzeige ≥1,00 %) | Zweitstimmenanteile in % (Anzeige ≥1,00 %) | Zweitstimmenanteile in % (Anzeige ≥1,00 %) | Zweitstimmenanteile in % (Anzeige ≥1,00 %) |
|                                      | 1980                                       | 1983                                       | 1987                                       | 1990                                       | 1994                                       | 1998                                       | 2002                                       | 2005                                       | 2009                                       | 2013                                       | 2017                                       |
| ------------------------------------ | ------------------------------------------ | ------------------------------------------ | ------------------------------------------ | ------------------------------------------ | ------------------------------------------ | ------------------------------------------ | ------------------------------------------ | ------------------------------------------ | ------------------------------------------ | ------------------------------------------ | ------------------------------------------ |
| SPD                                  | 47,9                                       | 43,4                                       | 45,3                                       | 42,0                                       | 43,8                                       | 49,3                                       | 45,9                                       | 43,1                                       | 34,5                                       | 35,1                                       | 27,8                                       |
| CDU                                  | 37,4                                       | 42,1                                       | 36,7                                       | 38,9                                       | 38,0                                       | 32,1                                       | 33,6                                       | 33,1                                       | 32,1                                       | 39,3                                       | 31,5                                       |
| FDP                                  | 12,9                                       | 8,4                                        | 9,6                                        | 11,6                                       | 7,6                                        | 7,8                                        | 9,0                                        | 9,6                                        | 13,2                                       | 4,6                                        | 12,5                                       |
| GRÜNE                                | 1,4                                        | 5,6                                        | 7,4                                        | 4,3                                        | 7,1                                        | 5,7                                        | 7,3                                        | 6,5                                        | 8,1                                        | 7,4                                        | 7,0                                        |
| REP                                  | –                                          | –                                          | –                                          | 1,2                                        | 1,1                                        | –                                          | –                                          | –                                          | –                                          | –                                          | –                                          |
| Die Linke (seit 2007) PDS (bis 2007) | –                                          | –                                          | –                                          | –                                          | –                                          | 1,0                                        | 1,0                                        | 4,5                                        | 7,2                                        | 5,1                                        | 6,6                                        |
| DVU                                  | –                                          | –                                          | –                                          | –                                          | –                                          | 1,0                                        | –                                          | –                                          | –                                          | –                                          | –                                          |
| PIRATEN                              | –                                          | –                                          | –                                          | –                                          | –                                          | –                                          | –                                          | –                                          | 1,8                                        | 2,0                                        | –                                          |
| AfD                                  | –                                          | –                                          | –                                          | –                                          | –                                          | –                                          | –                                          | –                                          | –                                          | 3,8                                        | 11,1                                       |